# Grand Prix automobile de Hongrie 2023
GP précédent GP suivant
Le Grand Prix automobile de Hongrie 2023 (Formula 1 QatarAirways Hungarian Grand Prix 2023') disputé le 23 juillet 2023 sur le Hungaroring, est la 1090e épreuve du championnat du monde de Formule 1 courue depuis 1950. Il s'agit de la trente-huitième édition du Grand Prix de Hongrie comptant pour le championnat du monde de Formule 1 et de la douzième manche du championnat 2023.
Lewis Hamilton réalise sa 104e pole position, sa première depuis le 4 décembre 2021, en devançant de trois millièmes de seconde Max Verstappen qui n'a pas réussi à améliorer son temps lors de sa deuxième tentative en Q3. La veille, seulement seizième des deuxièmes essais libres, Hamilton déclarait pourtant que sa W14 était « pire que jamais ». Le regain de forme des McLaren se traduit par une deuxième ligne composée de Lando Norris et Oscar Piastri. Zhou Guanyu devance Charles Leclerc sur la troisième ligne alors qu'avec le septième temps Valtteri Bottas, sur l'autre Alfa Romeo C43, précède Fernando Alonso en quatrième ligne. Après cinq échecs successifs, Sergio Pérez atteint la Q3 et part neuvième, devant Nico Hülkenberg.
À l'issue des soixante-dix tours de course, Red Bull Racing établit un nouveau record, à cheval sur deux saisons, de douze victoires consécutives ; Max Verstappen obtient quant à lui sa septième victoire de rang, à deux succès du record établi en 2013 par Sebastian Vettel. Le Batave mène l'ensemble de l'épreuve après avoir dépassé le poleman Lewis Hamilton dès le premier virage. Il effectue une course tranquille avec une stratégie à deux arrêts au stands, s'attribuant le point bonus du meilleur tour. Au départ, Hamilton est aussi dépassé par les McLaren, Oscar Piastri à l'intérieur puis Lando Norris à l'extérieur du virage no 3. Le choix stratégique de McLaren concernant la gestion des arrêts de ses pilotes s'avère plus favorable à Norris qui termine deuxième, comme à Silverstone deux semaines plus tôt (cette fois à 33 secondes du vainqueur), qu'à Piastri, cinquième après avoir été dépassé au quarante-sixième tour par Sergio Pérez qui termine sur le podium. Hamilton, en manque de rythme, se classe quatrième.
Le départ est fatal aux Alpine, victimes collatérales des déboires de Zhou Guanyu, auteur de la meilleure performance de sa carrière en qualifications (cinquième), qui reste scotché sur la grille à l'extinction des feux ce qui provoque, par ricochet, l'accrochage entre Esteban Ocon et Pierre Gasly. La course, faible en rebondissements, voit notamment Charles Leclerc, en lutte pour le top 5, pénalisé d'une part par un premier arrêt au stand s'éternisant neuf secondes puis par une sanction de cinq secondes pour excès de vitesse dans la voie des stands ; il passe la ligne d'arrivée sixième puis rétrograde d'un rang, laissant les huit points à George Russell, alors que Carlos Sainz se classe huitième. Moins fringantes qu'en début de saison, les Aston Martin rentrent dans le rang, Fernando Alonso se classanrt neuvième devant Lance Stroll, à un tour du vainqueur.
Au championnat du monde, Verstappen (281 points) porte à 110 points son avance sur son dauphin Pérez (171 points). Alonso, qui a marqué à chaque course, conserve sa troisième place (139 points) mais Hamilton, tout aussi régulier, reste proche (133 points) ; suivent Russell, cinquième (90 points), Sainz (87 points) et Leclerc (80 points). Norris, qui a marqué 36 points en deux courses, compte 60 points et prend le meilleur sur Stroll (45 points) et Ocon, dixième (31 points). Au championnat des constructeurs, Red Bull Racing (452 points), a toujours plus du double de points que son plus proche poursuivant, Mercedes (223 points), qui devance Aston Martin (184 points) et Ferrari (167 points). McLaren (87 points) creuse l'écart sur Alpine (47 points), sixième, qui précède Haas (11 points), Williams (11 points), Alfa Romeo (9 points) et AlphaTauri (2 points).

## Contexte avant la course

### Test d'évolution de format pour les qualifications
Le Grand Prix de Hongrie est l'un des deux Grands Prix du championnat à tester un nouveau format de qualification. Dans le but de réduire le nombre de trains de pneus attribués à chaque écurie, le type de gomme est imposé lors des trois séances de qualifications. Les pilotes doivent chausser des gommes dures lors de la Q1, des medium en Q2 et les pneus tendres en Q3.

### Retour de Daniel Ricciardo, chez AlphaTauri
Nyck de Vries, rookie en Formule 1, est licencié par AlphaTauri après son dixième Grand Prix en Grande-Bretagne ; il est remplacé par Daniel Ricciardo, qui tenait un rôle de réserviste chez Red Bull, après la rupture de son contrat fin 2022 par McLaren.

## Pneus disponibles
| Pneus pour piste sèche | Pneus pour piste sèche | Pneus pour piste sèche | Pneus pluie    | Pneus pluie |
| ---------------------- | ---------------------- | ---------------------- | -------------- | ----------- |
| Durs (Type C3)         | Medium (Type C4)       | Tendres (Type C5)      | Intermédiaires | Pluie       |

## Essais libres

### Première séance, le vendredi de 13 h 30 à 14 h 30
| Pos. | Pilote          | Voiture               | Chrono         | Écart     |
| ---- | --------------- | --------------------- | -------------- | --------- |
| 1    | George Russell  | Mercedes              | 1 min 38 s 795 |           |
| 2    | Oscar Piastri   | McLaren-Mercedes      | 1 min 39 s 154 | + 0 s 359 |
| 3    | Lance Stroll    | Aston Martin-Mercedes | 1 min 40 s 013 | + 1 s 218 |
| 4    | Lando Norris    | McLaren-Mercedes      | 1 min 40 s 277 | + 1 s 482 |
| 5    | Fernando Alonso | Aston Martin-Mercedes | 1 min 40 s 687 | + 1 s 892 |
| 6    | Valtteri Bottas | Alfa Romeo-Ferrari    | 1 min 41 s 032 | + 2 s 237 |

- Au bout de trois minutes, Sergio Pérez perd le contrôle de sa Red Bull RB19 après avoir mis deux roues dans l'herbe au virage no 5 ; il écrase son train avant contre le mur et provoque la sortie du drapeau rouge[6].
- À peine reprise, la séance d'essais est perturbée par une averse. Alors que plusieurs pilotes, dont Max Verstappen, ne sortent pas de leur garage, George Russell et Oscar Piastri s'échangent les meilleurs temps, en pneus intermédiaires sur une trajectoire encore détrempée[6].

### Deuxième séance, le vendredi de 17 h à 18 h
| Pos. | Pilote          | Voiture               | Chrono         | Écart     |
| ---- | --------------- | --------------------- | -------------- | --------- |
| 1    | Charles Leclerc | Ferrari               | 1 min 17 s 686 |           |
| 2    | Lando Norris    | McLaren-Mercedes      | 1 min 17 s 701 | + 0 s 015 |
| 3    | Pierre Gasly    | Alpine-Renault        | 1 min 17 s 918 | + 0 s 232 |
| 4    | Yuki Tsunoda    | AlphaTauri-Honda RBPT | 1 min 17 s 934 | + 0 s 248 |
| 5    | Esteban Ocon    | Alpine-Renault        | 1 min 18 s 045 | + 0 s 359 |
| 6    | Nico Hülkenberg | Haas-Ferrari          | 1 min 18 s 058 | + 0 s 372 |

### Troisième séance, le samedi de 12 h 30 à 13 h 30
| Pos. | Pilote          | Voiture             | Chrono         | Écart     |
| ---- | --------------- | ------------------- | -------------- | --------- |
| 1    | Lewis Hamilton  | Mercedes            | 1 min 17 s 811 |           |
| 2    | Max Verstappen  | Red Bull-Honda RBPT | 1 min 18 s 061 | + 0 s 250 |
| 3    | Sergio Pérez    | Red Bull-Honda RBPT | 1 min 18 s 067 | + 0 s 256 |
| 4    | Nico Hülkenberg | Haas-Ferrari        | 1 min 18 s 077 | + 0 s 266 |
| 5    | Lando Norris    | McLaren-Mercedes    | 1 min 18 s 082 | + 0 s 271 |
| 6    | George Russell  | Mercedes            | 1 min 18 s 119 | + 0 s 308 |

## Séance de qualification

### Résultats des qualifications
| Pos.                                                                                      | Pilote           | Écurie                | Qualifications 1 | Qualifications 2 | Qualifications 3 |
| ----------------------------------------------------------------------------------------- | ---------------- | --------------------- | ---------------- | ---------------- | ---------------- |
| 1                                                                                         | Lewis Hamilton   | Mercedes              | 1 min 18 s 577   | 1 min 17 s 427   | 1 min 16 s 609   |
| 2                                                                                         | Max Verstappen   | Red Bull-Honda RBPT   | 1 min 18 s 318   | 1 min 17 s 547   | 1 min 16 s 612   |
| 3                                                                                         | Lando Norris     | McLaren-Mercedes      | 1 min 18 s 697   | 1 min 17 s 328   | 1 min 16 s 694   |
| 4                                                                                         | Oscar Piastri    | McLaren-Mercedes      | 1 min 18 s 464   | 1 min 17 s 571   | 1 min 16 s 905   |
| 5                                                                                         | Zhou Guanyu      | Alfa Romeo-Ferrari    | 1 min 18 s 143   | 1 min 17 s 700   | 1 min 16 s 971   |
| 6                                                                                         | Charles Leclerc  | Ferrari               | 1 min 18 s 440   | 1 min 17 s 580   | 1 min 16 s 992   |
| 7                                                                                         | Valtteri Bottas  | Alfa Romeo-Ferrari    | 1 min 18 s 775   | 1 min 17 s 563   | 1 min 17 s 034   |
| 8                                                                                         | Fernando Alonso  | Aston Martin-Mercedes | 1 min 18 s 580   | 1 min 17 s 701   | 1 min 17 s 035   |
| 9                                                                                         | Sergio Pérez     | Red Bull-Honda RBPT   | 1 min 18 s 360   | 1 min 17 s 675   | 1 min 17 s 045   |
| 10                                                                                        | Nico Hülkenberg  | Haas-Ferrari          | 1 min 18 s 695   | 1 min 17 s 652   | 1 min 17 s 186   |
| 11                                                                                        | Carlos Sainz Jr. | Ferrari               | 1 min 18 s 393   | 1 min 17 s 703   |                  |
| 12                                                                                        | Esteban Ocon     | Alpine-Renault        | 1 min 18 s 854   | 1 min 17 s 841   |                  |
| 13                                                                                        | Daniel Ricciardo | AlphaTauri-Honda RBPT | 1 min 18 s 906   | 1 min 18 s 002   |                  |
| 14                                                                                        | Lance Stroll     | Aston Martin-Mercedes | 1 min 18 s 782   | 1 min 18 s 144   |                  |
| 15                                                                                        | Pierre Gasly     | Alpine-Renault        | 1 min 18 s 743   | 1 min 18 s 217   |                  |
| 16                                                                                        | Alexander Albon  | Williams-Mercedes     | 1 min 18 s 917   |                  |                  |
| 17                                                                                        | Yuki Tsunoda     | AlphaTauri-Honda RBPT | 1 min 18 s 919   |                  |                  |
| 18                                                                                        | George Russell   | Mercedes              | 1 min 19 s 027   |                  |                  |
| 19                                                                                        | Kevin Magnussen  | Haas-Ferrari          | 1 min 19 s 206   |                  |                  |
| 20                                                                                        | Logan Sargeant   | Williams-Mercedes     | 1 min 19 s 248   |                  |                  |
| Temps minimal à réaliser pour la qualification : 1 min 23 s 613 (107 % de 1 min 18 s 143) |                  |                       |                  |                  |                  |

## Course

### Classement de la course
| Pos. | no | Pilote           | Écurie                | Tours | Temps/Abandon                           | Grille | Points |
| ---- | -- | ---------------- | --------------------- | ----- | --------------------------------------- | ------ | ------ |
| 1    | 1  | Max Verstappen   | Red Bull-Honda RBPT   | 70    | 1 h 38 min 08 s 634 (187,457 km/h)      | 2      | 25 + 1 |
| 2    | 4  | Lando Norris     | McLaren-Mercedes      | 70    | + 33 s 731                              | 3      | 18     |
| 3    | 11 | Sergio Pérez     | Red Bull-Honda RBPT   | 70    | + 37 s 603                              | 9      | 15     |
| 4    | 44 | Lewis Hamilton   | Mercedes              | 70    | + 39 s 134                              | 1      | 12     |
| 5    | 81 | Oscar Piastri    | McLaren-Mercedes      | 70    | + 1 min 02 s 572                        | 4      | 10     |
| 6    | 63 | George Russell   | Mercedes              | 70    | + 1 min 05 s 825                        | 18     | 8      |
| 7    | 16 | Charles Leclerc  | Ferrari               | 70    | + 1 min 10 s 317 (dont 5 s de pénalité) | 6      | 6      |
| 8    | 55 | Carlos Sainz Jr. | Ferrari               | 70    | + 1 min 11 s 073                        | 11     | 4      |
| 9    | 14 | Fernando Alonso  | Aston Martin-Mercedes | 70    | + 1 min 15 s 709                        | 8      | 2      |
| 10   | 18 | Lance Stroll     | Aston Martin-Mercedes | 69    | + 1 tour                                | 14     | 1      |
| 11   | 23 | Alexander Albon  | Williams-Mercedes     | 69    | + 1 tour                                | 16     |        |
| 12   | 77 | Valtteri Bottas  | Alfa Romeo-Ferrari    | 69    | + 1 tour                                | 7      |        |
| 13   | 3  | Daniel Ricciardo | AlphaTauri-Honda RBPT | 69    | + 1 tour                                | 13     |        |
| 14   | 27 | Nico Hülkenberg  | Haas-Ferrari          | 69    | + 1 tour                                | 10     |        |
| 15   | 22 | Yuki Tsunoda     | AlphaTauri-Honda RBPT | 69    | + 1 tour                                | 17     |        |
| 16   | 24 | Zhou Guanyu      | Alfa Romeo-Ferrari    | 69    | + 1 tour                                | 5      |        |
| 17   | 20 | Kevin Magnussen  | Haas-Ferrari          | 69    | + 1 tour                                | 19     |        |
| 18   | 2  | Logan Sargeant   | Williams-Mercedes     | 67    | retrait volontaire                      | 20     |        |
| Abd. | 31 | Esteban Ocon     | Alpine-Renault        | 2     | Accrochage                              | 12     |        |
| Abd. | 10 | Pierre Gasly     | Alpine-Renault        | 1     | Accrochage                              | 15     |        |

### Pole position et record du tour
- Pole position :  Lewis Hamilton (Mercedes) en 1 min 16 s 609 (205,871 km/h)[11].
- Meilleur tour en course :  Max Verstappen (Red Bull-Honda RBPT) en 1 min 20 s 504 (195,911 km/h) au cinquante-troisième tour ; vainqueur de la course, il s'adjuge le point bonus associé[12].

### Tours en tête
- Max Verstappen (Red Bull-Honda RBPT) : 70 tours (1-70)[13]. Il mène un Grand Prix de bout en bout pour la onzième fois[14].

## Classements généraux à l'issue de la course
| Pos. | Pilote           | Écurie                | Points |
| ---- | ---------------- | --------------------- | ------ |
| 1    | Max Verstappen   | Red Bull-Honda RBPT   | 281    |
| 2    | Sergio Pérez     | Red Bull-Honda RBPT   | 171    |
| 3    | Fernando Alonso  | Aston Martin-Mercedes | 139    |
| 4    | Lewis Hamilton   | Mercedes              | 133    |
| 5    | George Russell   | Mercedes              | 90     |
| 6    | Carlos Sainz Jr. | Ferrari               | 87     |
| 7    | Charles Leclerc  | Ferrari               | 80     |
| 8    | Lando Norris     | McLaren-Mercedes      | 60     |
| 9    | Lance Stroll     | Aston Martin-Mercedes | 45     |
| 10   | Esteban Ocon     | Alpine-Renault        | 31     |
| 11   | Oscar Piastri    | McLaren-Mercedes      | 27     |
| 12   | Pierre Gasly     | Alpine-Renault        | 16     |
| 13   | Alexander Albon  | Williams-Mercedes     | 11     |
| 14   | Nico Hülkenberg  | Haas-Ferrari          | 9      |
| 15   | Valtteri Bottas  | Alfa Romeo-Ferrari    | 5      |
| 16   | Zhou Guanyu      | Alfa Romeo-Ferrari    | 4      |
| 17   | Yuki Tsunoda     | AlphaTauri-Honda RBPT | 2      |
| 18   | Kevin Magnussen  | Haas-Ferrari          | 2      |

| Pos. | Écurie                | Points |
| ---- | --------------------- | ------ |
| 1    | Red Bull-Honda RBPT   | 452    |
| 2    | Mercedes              | 223    |
| 3    | Aston Martin-Mercedes | 184    |
| 4    | Ferrari               | 167    |
| 5    | McLaren-Mercedes      | 87     |
| 6    | Alpine-Renault        | 47     |
| 7    | Haas-Ferrari          | 11     |
| 8    | Williams-Mercedes     | 11     |
| 9    | Alfa Romeo-Ferrari    | 9      |
| 10   | AlphaTauri-Honda RBPT | 2      |

## Statistiques
Le Grand Prix de Hongrie 2023 représente :
- la 104e pole position de Lewis Hamilton, sa première depuis le Grand Prix d'Arabie saoudite 2021[17] ;
- la 44e victoire de Max Verstappen, sa neuvième de la saison et la septième consécutive[18] ;
- la 103e victoire de Red Bull, la onzième de la saison en onze épreuves disputées[19] ;
- la 11e victoire de Honda RBPT en tant que motoriste, invaincu à ce point de la saison[20].

Au cours de ce Grand Prix :
- en partant en pole position d'un même Grand Prix pour la 9e fois, Lewis Hamilton établit un nouveau record[21] ;
- Fernando Alonso atteint la barre des 2 200 points inscrits en Formule 1[22] ;
- avec une 12e victoire consécutive (à cheval sur deux saisons), Red Bull Racing bat le record établi par McLaren entre le Grand Prix du Brésil et le Grand Prix de Belgique en 1988[23] ;
- Sergio Pérez est élu « pilote du jour » à l'issue d'un vote organisé sur le site officiel de la Formule 1[24] ;
- Vitantonio Liuzzi (80 départs en Grands Prix entre 2005 et 2011, 26 points inscrits) est nommé conseiller par la FIA pour aider dans leurs jugements le groupe des commissaires de course[25].